# Amintirea palidă a munților
Amintirea palidă a munților (în engleză A Pale View of Hills) este primul roman al scriitorului britanic, câștigător al Premiului Nobel, Kazuo Ishiguro. A câștigat Premiul Memorial Winifred Holtby din 1982. A primit un avans de 1000 de lire sterline de la editura Faber and Faber pentru roman după o întâlnire cu Robert McCrum, redactorul care se ocupa de secțiunea de ficțiune a editurii.
Amintirea palidă a munților este povestea lui Etsuko, o japoneză de vârstă mijlocie care trăiește singură în Anglia, și începe cu o discuție între Etsuko și fiica sa mai mică, Niki, despre sinuciderea recentă a fiicei mai mari a lui Etsuko, Keiko.

## Rezumat
În timpul unei vizite a fiicei sale, Niki, Etsuko reflectă asupra propriei sale vieți ca tânără în Japonia și cum a părăsit această țară pentru a trăi în Anglia. Așa cum o descrie ea, împreună cu soțul său japonez, Jiro, au avut o fiică și, câțiva ani mai târziu, Etsuko l-a întâlnit pe un bărbat britanic și s-a mutat cu el în Anglia. A luat-o pe fiica sa mai mare, Keiko, în Anglia să locuiască cu ea și cu noul soț. Când Etsuko și noul ei soț au o fiică, Etsuko vrea să îi dea un nume „modern”, iar soțul ei vrea un nume cu sonoritate estică, așa că fac un compromis cu numele „Niki”, care pare perfect britanic pentru Etsuko, dar sună cel puțin puțin japonez pentru soțul ei.
În Anglia, Keiko devine din ce în ce mai singuratică și asocială. Etsuko își amintește cum, pe măsură ce Keiko creștea, ea se încuia în camera ei și ieșea doar să ia farfuria cu cina pe care mama ei o lăsa pentru ea în bucătărie. Acest comportament îngrijorător se încheie, așa cum cititorul a aflat deja, cu sinuciderea lui Keiko. „Tatăl tău”, îi spune Etsuko lui Niki, „era uneori destul de idealist... El chiar credea că i-am putea oferi o viață fericită aici... Dar vezi tu, Niki, eu știam tot timpul. Eu știam tot timpul că ea nu va fi fericită aici.”
Etsuko îi spune fiicei sale, Niki, că avea o prietenă în Japonia numită Sachiko. Sachiko avea o fiică numită Mariko, o fată pe care memoria lui Etsuko o pictează ca fiind deosebit de singuratică și asocială. Sachiko, își amintește Etsuko, planificase să ducă-o pe Mariko în America cu un soldat american identificat doar ca „Frank”. Este clar că povestea lui Sachiko prezintă asemănări remarcabile cu cea a lui Etsuko.

## Personaje
Etsuko – protagonista principală; femeia japoneză de vârstă mijlocie
Keiko – fiica cea mare a lui Etsuko care se sinucide
Niki – a doua fiică a lui Etsuko, cu soțul englez
Sachiko – femeie cunoscută de Etsuko, și, posibil, o a treia persoană asupra căreia Etsuko proiectează amintiri, gânduri și evenimente neplăcute
Mariko – fiica lui Sachiko, și, posibil, o reprezentare a fiicei lui Etsuko, Keiko
Jiro – primul soț al lui Etsuko
Ogata-san – tatăl lui Jiro
Frank – bărbat cu care Sachiko urma să meargă în America
Doamna Fujiwara – proprietara unui magazin de tăiței care i-a dat lui Sachiko un loc de muncă
Hanada – prietenul lui Jiro care și-a amenințat soția cu un baston de golf
Shigeo Matsuda – un student din clasa lui Ogata-san

## Primire critică
Romanul a fost în general bine primit de critici, mulți lăudând tonul misterios al acestuia. The New York Review of Books l-a numit „înfricoșător și întunecat. Este o poveste cu fantome, dar naratorul nu își dă seama de asta.” The New York Times a spus că romanul era „infinit... misterios”, iar tonul inconsistent al naratorului, împreună cu imaginile grafice din carte, au creat „emblema absolută a geniului nostru al distrugerii”.

## Traduceri în limba română
- 2017 – Amintirea palidă a munților, Ed. Polirom, traducere Mihai Moroiu, 272 pagini, ISBN 978-973-46-7127-4[2]